# Сірмапосинське сільське поселення
Сірмапо́синське сільське поселення (рос. Сирмапосинское сельское поселение) — муніципальне утворення у складі Чебоксарського району Чувашії, Росія. Адміністративний центр — присілок Чиршкаси.
Станом на 2002 рік існували Ікковська сільська рада (село Ікково, присілки Шакулово, Ямбарусово) та Сірмапосинська сільська рада (присілки Велике Янгільдіно, Карандайкаси, Сірмапосі, Чиршкаси).

## Населення
Населення — 1886 осіб (2019, 2030 у 2010, 2060 у 2002).

## Склад
До складу поселення входять такі населені пункти:
| Населений пункт             | Населення, осіб (2002) | Населення, осіб (2010) |
| --------------------------- | ---------------------- | ---------------------- |
| Велике Янгільдіно, присілок | 204                    | 165                    |
| Ікково, село                | 514                    | 516                    |
| Карандайкаси, присілок      | 321                    | 325                    |
| Сірмапосі, присілок         | 161                    | 187                    |
| Чиршкаси, присілок          | 624                    | 623                    |
| Шакулово, присілок          | 64                     | 60                     |
| Ямбарусово, присілок        | 172                    | 154                    |